# Lista monumentelor istorice din județul Buzău - P

Simbol pentru monumentele istorice

Lista monumentelor istorice din județul Buzău - P cuprinde monumentele istorice înscrise în Patrimoniul cultural național al României și aflate în localități ce încep cu litera P din județul Buzău.
Lista completă este menținută și actualizată periodic de către Ministerul Culturii, Cultelor și Patrimoniului Național din România, prin intermediul Institutului Național al Patrimoniului, ultima versiune datând din 2015. Această listă cuprinde și actualizările ulterioare, realizate prin ordin al ministrului culturii.
| Cod LMI                                           | Denumire | Localitate                             | Localizare | Datare, Creatori                                                                                                  | Imagine               | Erori             |
| ------------------------------------------------- | --- | -------------------------------------- | --- | --- | --------------------- | ----------------- |
| BZ-I-s-B-02258 (RAN: 48566.01)                    | Așezare | sat Pârscov; comuna Pârscov            | „La Mărăcine și la vecini”, în vatra satului, la cca. 250-300 m de intersecția spre Lunca Frumoasă                                                          | mil. III - II, Epoca bronzului, Cultura Monteoru                                                                  | Încarcă foto \| video | Raportează eroare |
| BZ-I-s-B-02259 (RAN: 48959.01)                    | Situl arheologic de la Petrișoru | sat Petrișoru; comuna Racovițeni       | „Muchia Băjenarului”, în latura de SE a satului | | Încarcă foto \| video | Raportează eroare |
| BZ-I-m-B-02259.01 (RAN: 48959.01.02)              | Așezare | sat Petrișoru; comuna Racovițeni       | „Muchia Băjenarului”, în latura de SE a satului | sec. IV p. Chr., Epoca migrațiilor, Cultura Sântana de Mureș - Cerneahov                                          | Încarcă foto \| video | Raportează eroare |
| BZ-I-m-B-02259.02 (RAN: 48959.01.01)              | Așezare | sat Petrișoru; comuna Racovițeni       | „Muchia Băjenarului”, în latura de SE a satului | mil. II, Epoca bronzului, Cultura Monteoru, aspectul Petrișoru - Racovițeni                                       | Încarcă foto \| video | Raportează eroare |
| BZ-I-s-B-02260 (RAN: 48959.02)                    | Așezare | sat Petrișoru; comuna Racovițeni       | „Dealul Șumurdoaia”, la SE de sat, spre Movila Petrișorului                                                                                                 | sec. V p. Chr., Epoca migrațiilor                                                                                 | Încarcă foto \| video | Raportează eroare |
| BZ-I-s-B-02261 (RAN: 48539.01)                    | Situl arheologic de la Pietroasa Mică | sat Pietroasa Mică; comuna Pietroasele | „Gruiul Dării”, la 1,5 km N de sat | | Încarcă foto \| video | Raportează eroare |
| BZ-I-m-B-02261.01 (RAN: 48539.01.04)              | Așezare | sat Pietroasa Mică; comuna Pietroasele | „Gruiul Dării”, la 1,5 km N de sat | sec. XVIII | Încarcă foto \| video | Raportează eroare |
| BZ-I-m-B-02261.02 (RAN: 48539.01.05)              | Necropolă | sat Pietroasa Mică; comuna Pietroasele | „Gruiul Dării”, la 1,5 km N de sat, la 1,5 km N de sat | sec. IV p. Chr, Epoca migrațiilor, Cultura Sântana de Mureș - Cerneahov                                           | Încarcă foto \| video | Raportează eroare |
| BZ-I-m-B-02261.03 (RAN: 48539.01.03)              | Așezare | sat Pietroasa Mică; comuna Pietroasele | „Gruiul Dării”, la 1,5 km N de sat | sec. IV - I a. Chr., Latène, Cultura geto-dacică                                                                  | Încarcă foto \| video | Raportează eroare |
| BZ-I-m-B-02261.04 (RAN: 48539.01.02)              | Așezare fortificată | sat Pietroasa Mică; comuna Pietroasele | „Gruiul Dării”, la 1,5 km N de sat | mil. III - II, Epoca bronzului, Cultura Monteoru                                                                  | Încarcă foto \| video | Raportează eroare |
| BZ-I-m-B-02261.05 (RAN: 48539.01.01)              | Necropolă | sat Pietroasa Mică; comuna Pietroasele | „Gruiul Dării”, Gruiul Dării, la 1,5 km N de sat | mil. V, Neolitic târziu                                                                                           | Încarcă foto \| video | Raportează eroare |
| BZ-I-s-B-02262 (RAN: 48496.02)                    | Situl arheologic de la Pietroasa Mică | sat Pietroasa Mică; comuna Pietroasele | la VSV de cătunul Pilești și la 1,5 km V de sat | | Încarcă foto \| video | Raportează eroare |
| BZ-I-m-B-02262.02 (RAN: 48539.03.11)              | Așezare, punct „Pe Căliman” | sat Pietroasa Mică; comuna Pietroasele | „Pe Căliman”; „La Drăghici”; „La Grapă”; „La Școală”; „La Biserică”; „La Dărânga”                                                                           | sec. IX - X, Epoca medievală timpurie, Cultura Dridu                                                              | Încarcă foto \| video | Raportează eroare |
| BZ-I-m-B-02262.03 (RAN: 48539.03.12)              | Necropolă, punct „Pe Căliman” | sat Pietroasa Mică; comuna Pietroasele | „Pe Căliman”; „La Drăghici”; „La Grapă”; „La Școală”; „La Biserică”; „La Dărânga”                                                                           | sec. IX - X, Epoca medievală timpurie, Cultura Dridu                                                              | Încarcă foto \| video | Raportează eroare |
| BZ-I-m-B-02262.04 (RAN: 48539.03.09)              | Așezare, punct „Pe Căliman” | sat Pietroasa Mică; comuna Pietroasele | „Pe Căliman”; „La Drăghici”; „La Grapă”; „La Școală”; „La Biserică”; „La Dărânga”                                                                           | sec. VI - VII, Epoca migrațiilor                                                                                  | Încarcă foto \| video | Raportează eroare |
| BZ-I-m-B-02262.05 (RAN: 48539.03.10)              | Necropolă, punct „Pe Căliman” | sat Pietroasa Mică; comuna Pietroasele | „Pe Căliman”; „La Drăghici”; „La Grapă”; „La Școală”; „La Biserică”; „La Dărânga”                                                                           | sec. VI - VII, Epoca migrațiilor                                                                                  | Încarcă foto \| video | Raportează eroare |
| BZ-I-m-B-02262.06 (RAN: 48539.03.05)              | Așezare, punct „Pe Căliman” | sat Pietroasa Mică; comuna Pietroasele | „Pe Căliman”; „La Drăghici”; „La Grapă”; „La Școală”; „La Biserică”; „La Dărânga”                                                                           | sec. V a. Chr. - I p. Chr., Latène, Cultura geto-dacică                                                           | Încarcă foto \| video | Raportează eroare |
| BZ-I-m-B-02262.07 (RAN: 48539.03.06)              | Necropolă, punct „Pe Căliman” | sat Pietroasa Mică; comuna Pietroasele | „Pe Căliman”; „La Drăghici”; „La Grapă”; „La Școală”; „La Biserică”; „La Dărânga”                                                                           | sec. V a. Chr - I p. Chr., Latène, Cultura geto-dacică                                                            | Încarcă foto \| video | Raportează eroare |
| BZ-I-m-B-02262.08 (RAN: 48539.03.03)              | Așezare, punct „Pe Căliman” | sat Pietroasa Mică; comuna Pietroasele | „Pe Căliman”; „La Drăghici”; „La Grapă”; „La Școală”; „La Biserică”; „La Dărânga”                                                                           | mil. III - II, Epoca bronzului, Cultura Monteoru                                                                  | Încarcă foto \| video | Raportează eroare |
| BZ-I-m-B-02262.09 (RAN: 48539.03.04)              | Necropolă, punct „Pe Căliman” | sat Pietroasa Mică; comuna Pietroasele | „Pe Căliman”; „La Drăghici”; „La Grapă”; „La Școală”; „La Biserică”; „La Dărânga”                                                                           | mil. III - II, Epoca bronzului, Cultura Monteoru                                                                  | Încarcă foto \| video | Raportează eroare |
| BZ-I-m-B-02262.10 (RAN: 48539.03.01)              | Așezare, punct „Pe Căliman” | sat Pietroasa Mică; comuna Pietroasele | „Pe Căliman”; „La Drăghici”; „La Grapă”; „La Școală”; „La Biserică”; „La Dărânga”                                                                           | mil. IV, Eneolitic, Cultura Gumelnița                                                                             | Încarcă foto \| video | Raportează eroare |
| BZ-I-m-B-02262.11 (RAN: 48539.03.02)              | Necropolă, punct „Pe Căliman” | sat Pietroasa Mică; comuna Pietroasele | „Pe Căliman”; „La Drăghici”; „La Grapă”; „La Școală”; „La Biserică”; „La Dărânga”                                                                           | mil. IV, Eneolitic, Cultura Gumelnița                                                                             | Încarcă foto \| video | Raportează eroare |
| BZ-I-m-B-02262.12 (RAN: 48539.06.02)              | Așezare, punct „Via lui Despan” | sat Pietroasa Mică; comuna Pietroasele | „Via lui Despan”, în marginea de NV a satului | sec. VI - VII, Epoca migrațiilor                                                                                  | Încarcă foto \| video | Raportează eroare |
| BZ-I-m-B-02262.13 (RAN: 48539.06.01)              | Așezare, punct „Via lui Despan” | sat Pietroasa Mică; comuna Pietroasele | „Via lui Despan”, în marginea de NV a satului | sec. IV - VII, Cultura Ipotești - Cândești                                                                        | Încarcă foto \| video | Raportează eroare |
| BZ-I-m-B-02262.14 (RAN: 48539.04.02)              | Așezare, punct „Poiana Crudului” | sat Pietroasa Mică; comuna Pietroasele | „Poiana Crudului”, la V de sat pe terasa pârâului Urgoaia, pe malul stâng al acestuia, până la Poiana Crudului                                              | sec. IV p. Chr., Epoca migrațiilor, Cultura Sântana de Mureș - Cerneahov                                          | Încarcă foto \| video | Raportează eroare |
| BZ-I-m-B-02262.15 (RAN: 48539.04.01)              | Așezare, punct „Poiana Crudului” | sat Pietroasa Mică; comuna Pietroasele | „Poiana Crudului”, la V de sat pe terasa pârâului Urgoaia, pe malul stâng al acestuia, până la Poiana Crudului                                              | mil. III - II, Epoca bronzului, Cultura Monteoru                                                                  | Încarcă foto \| video | Raportează eroare |
| BZ-I-m-B-02262.16 (RAN: 48496.03.01)              | Necropolă, punct „Pe Bănie” | sat Pietroasa Mică; comuna Pietroasele | Pe Bănie, la E de gârla Vâjâietoareasau Cazaca, cca. 450 m mai sus de șoseaua spre Șarânga                                                                  | sec. IV - V p. Chr., Epoca migrațiilor, Cultura Sântana de Mureș - Cerneahov                                      | Încarcă foto \| video | Raportează eroare |
| BZ-I-m-B-02262.17                                 | Necropolă, punct „Via Nedelcu” | sat Pietroasa Mică; comuna Pietroasele | „Via Nedelcu”, la 250 m ENE de școală, la E de pârâiașul care vine de la Saiu zis Vâjâitoarea, din dreptul școlii, în sus până la marginea satului de Sus   | sec. II - IV p. Chr., Cultura dacilor liberi                                                                      | Încarcă foto \| video | Raportează eroare |
| BZ-I-m-B-02262.18                                 | Așezare, punct „Via Nedelcu” | sat Pietroasa Mică; comuna Pietroasele | „Via Nedelcu”, la 250 m ENE de școală, la E de pârâiașul care vine de la Saiu zis Vâjâitoarea, din dreptul școlii, în sus până la marginea satului de Sus   | sec. III - II a. Chr., Latène, Cultura geto-dacică                                                                | Încarcă foto \| video | Raportează eroare |
| BZ-I-m-B-02262.19 (RAN: 48539.02.03)              | Așezare, punct „Coasta Rusului” | sat Pietroasa Mică; comuna Pietroasele | „Coasta Rusului” și „Dogaru”, la 0,7 km NV de sat pe piscul Coasta Rusului și la NV de aceasta, pe platoul „Dogaru”                                         | sec. XII - V a. Chr., Hallstatt                                                                                   | Încarcă foto \| video | Raportează eroare |
| BZ-I-m-B-02262.20 (RAN: 48539.02.04)              | Necropolă, punct „Coasta Rusului” | sat Pietroasa Mică; comuna Pietroasele | „Coasta Rusului” și „Dogaru”, la 0,7 km NV de sat pe piscul Coasta Rusului și la NV de aceasta, pe platoul „Dogaru”                                         | sec. XII - V a. Chr, Hallstatt                                                                                    | Încarcă foto \| video | Raportează eroare |
| BZ-I-m-B-02262.21 (RAN: 48539.02.01)              | Așezare, punct „Coasta Rusului” | sat Pietroasa Mică; comuna Pietroasele | „Coasta Rusului” și „Dogaru”, la 0,7 km NV de sat pe piscul Coasta Rusului și la NV de aceasta, pe platoul „Dogaru”                                         | mil. III - II, Epoca bronzului, Cultura Monteoru                                                                  | Încarcă foto \| video | Raportează eroare |
| BZ-I-m-B-02262.22 (RAN: 48539.02.02)              | Necropolă, punct „Coasta Rusului” | sat Pietroasa Mică; comuna Pietroasele | „Coasta Rusului” și „Dogaru”, la 0,7 km NV de sat pe piscul Coasta Rusului și la NV de aceasta, pe platoul „Dogaru”                                         | mil. III - II, Epoca bronzului, Cultura Monteoru                                                                  | Încarcă foto \| video | Raportează eroare |
| BZ-I-m-B-02262.23 (RAN: 48539.05.01)              | Așezare, punct „Pilești” | sat Pietroasa Mică; comuna Pietroasele | „Pilești”, la V-SV de cătunul Pilești | mil. III - II, Epoca bronzului                                                                                    | Încarcă foto \| video | Raportează eroare |
| BZ-I-m-B-02265.24 (RAN: 48496.06.03)              | Așezare | sat Pietroasa Mică; comuna Pietroasele | La 0,6 km de cătunul Urgoaia, pe platoul de deasupra satului, la cca. 350 m ESE de crucea lui Avram                                                         | sec. V a. Chr. - I p. Chr., Latène                                                                                | Încarcă foto \| video | Raportează eroare |
| BZ-I-m-B-02265.25 (RAN: 48496.06.04)              | Necropolă | sat Pietroasa Mică; comuna Pietroasele | La 0,6 km de cătunul Urgoaia, pe platoul de deasupra satului, la cca. 350 m ESE de crucea lui Avram                                                         | sec. V - I a. Chr., Latène                                                                                        | Încarcă foto \| video | Raportează eroare |
| BZ-I-m-B-02265.26 (RAN: 48496.06.02)              | Necropolă | sat Pietroasa Mică; comuna Pietroasele | La 0,6 km de cătunul Urgoaia, pe platoul de deasupra satului, la cca. 350 m ESE de crucea lui Avram                                                         | mil. III - II, Epoca bronzului                                                                                    | Încarcă foto \| video | Raportează eroare |
| BZ-I-m-B-02265.27 (RAN: 48496.06.01)              | Așezare | sat Pietroasa Mică; comuna Pietroasele | La 0,6 km de cătunul Urgoaia, pe platoul de deasupra satului, la cca. 350 m ESE de crucea lui Avram                                                         | mil. III - II, Epoca bronzului                                                                                    | Încarcă foto \| video | Raportează eroare |
| BZ-I-m-B-02262.01 (RAN: 48496.01.01)              | Așezare, punct La Cuptoare – Cărămidărie | sat Pietroasele; comuna Pietroasele    | La Cuptoare – Cărămidărie, la 0,6 km S de sat, pe drumul de la Sândulache Avramescu, pe lângă fostul cazan al CAP, pe stânga drumului spre gârlă            | sec. IX - XI, Epoca medievală timpurie, Cultura Dridu                                                             | Încarcă foto \| video | Raportează eroare |
| BZ-I-s-A-02263 (RAN: 48496.04)                    | Situl arheologic de la Pietroasele | sat Pietroasele; comuna Pietroasele    | În vatra satului și înzona Primăriei | | Încarcă foto \| video | Raportează eroare |
| BZ-I-m-A-02263.01 (RAN: 48496.04.03)              | Necropolă | sat Pietroasele; comuna Pietroasele    | În vatra satului și înzona Primăriei 45.09472°N 26.58028°E                                                                                                  | sec. IV - V p. Chr., Epoca migrațiilor                                                                            | Încarcă foto \| video | Raportează eroare |
| BZ-I-m-A-02263.02 (RAN: 48496.04.01)              | Castru roman | sat Pietroasele; comuna Pietroasele    | În vatra satului și înzona Primăriei 45.09472°N 26.58028°E                                                                                                  | sec. IV p. Chr., Epoca romană                                                                                     | Încarcă foto \| video | Raportează eroare |
| BZ-I-m-A-02263.03 (RAN: 48496.04.02)              | Therme | sat Pietroasele; comuna Pietroasele    | În vatra satului și înzona Primăriei 45.0942°N 26.58034°E                                                                                                   | sec. IV p. Chr., Epoca romană                                                                                     | Alte imagini          | Raportează eroare |
| BZ-I-m-A-02263.04 (RAN: 48496.04.04)              | Așezare civilă | sat Pietroasele; comuna Pietroasele    | În vatra satului și înzona Primăriei 45.09472°N 26.58028°E                                                                                                  | sec. IV p. Chr., Epoca migrațiilor, Cultura Sântana de Mureș - Cerneahov                                          | Încarcă foto \| video | Raportează eroare |
| BZ-I-s-B-02264 (RAN: 48496.05)                    | Necropolă | sat Pietroasele; comuna Pietroasele    | În stațiunea viticolă, în zona cantină - dormitoare | sec. IV - V p. Chr., Epoca migrațiilor                                                                            | Încarcă foto \| video | Raportează eroare |
| BZ-I-s-B-02265 (RAN: 48496.12, 48496.13)          | Situl arheologic de la Pietroasele | sat Pietroasele; comuna Pietroasele    | „La puțul lui Cârnu Puche”, „La puțul Giuroiu”, „Via Frunzescu”, „Pe drumul lui Puche”                                                                      | | Încarcă foto \| video | Raportează eroare |
| BZ-I-m-B-02265.01 (RAN: 48496.12.10, 48496.13.05) | Așezare, punct „La puțul lui Cârnu Puche” | sat Pietroasele; comuna Pietroasele    | „La puțul lui Cârnu Puche”, la N de satul Pietroasa de Sus, pe dealul Crudu Alexandru, în viile și grădinile de sub fântânile de la puț                     | sec. XVI - XVIII, Cultura Dridu                                                                                   | Încarcă foto \| video | Raportează eroare |
| BZ-I-m-B-02265.02 (RAN: 48496.12.04, 48496.13.04) | Așezare, punct „La puțul lui Cârnu Puche” | sat Pietroasele; comuna Pietroasele    | „La puțul lui Cârnu Puche”, la N de satul Pietroasa de Sus pe dealul Crudu Alexandru, în viile și grădinile de sub fântânile de la puț                      | sec. IV - VII, Epoca migrațiilor                                                                                  | Încarcă foto \| video | Raportează eroare |
| BZ-I-m-B-02265.03 (RAN: 48496.12.05, 48496.13.03) | Așezare, punct „La puțul lui Cârnu Puche” | sat Pietroasele; comuna Pietroasele    | „La puțul lui Cârnu Puche”, pe dealul Crudu Alexandru, pe platoul din dreptul fântânii                                                                      | sec. IV p. Chr., Epoca migrațiilor, Cultura Sântana de Mureș - Cerneahov                                          | Încarcă foto \| video | Raportează eroare |
| BZ-I-m-B-02265.04 (RAN: 48496.12.06, 48496.13.02) | Așezare, punct „La puțul lui Cârnu Puche” | sat Pietroasele; comuna Pietroasele    | „La puțul lui Cârnu Puche”, pe dealul Crudu Alexandru, pe platoul din dreptul fântânii                                                                      | sec. V a. Chr. - I p. Chr., Latène                                                                                | Încarcă foto \| video | Raportează eroare |
| BZ-I-m-B-02265.05 (RAN: 48496.12.09, 48496.13.01) | Așezare, punct „La puțul lui Cârnu Puche” | sat Pietroasele; comuna Pietroasele    | „La puțul lui Cârnu Puche”, pe dealul Crudu Alexandru, pe platoul din dreptul fântânii                                                                      | mil. V, Neolitic mijlociu                                                                                         | Încarcă foto \| video | Raportează eroare |
| BZ-I-m-B-02265.06 (RAN: 48496.08.02)              | Așezare, punct „La puțul Giuroiu” | sat Pietroasele; comuna Pietroasele    | „La puțul Giuroiu”, cca. 400 m SSV și la 1 km SV de Urgoaia                                                                                                 | sec. XIII - XVIII, Epoca medievală                                                                                | Încarcă foto \| video | Raportează eroare |
| BZ-I-m-B-02265.07 (RAN: 48496.08.03)              | Așezare, punct „La puțul Giuroiu” | sat Pietroasele; comuna Pietroasele    | „La puțul Giuroiu”, la cca. 100 m E, în vii și la 1,5 km VSV de Urgoaia                                                                                     | sec. IV p. Chr., Epoca migrațiilor                                                                                | Încarcă foto \| video | Raportează eroare |
| BZ-I-m-B-02265.08 (RAN: 48496.08.04)              | Necropolă, punct „La puțul Giuroiu” | sat Pietroasele; comuna Pietroasele    | „La puțul Giuroiu”, cca. 100 m E și la 1,5 km SV de Urgoaia                                                                                                 | sec. IV p. Chr., Epoca migrațiilor                                                                                | Încarcă foto \| video | Raportează eroare |
| BZ-I-m-B-02265.09 (RAN: 48496.08.05)              | Necropolă, punct „La puțul Giuroiu” | sat Pietroasele; comuna Pietroasele    | „La puțul Giuroiu”, cca. 100 m E și la 1,5 km SV de cătunul Urgoaia                                                                                         | sec. V - III a. Chr., Latène                                                                                      | Încarcă foto \| video | Raportează eroare |
| BZ-I-m-B-02265.10 (RAN: 48496.08.06)              | Așezare, punct „La puțul Giuroiu” | sat Pietroasele; comuna Pietroasele    | „La puțul Giuroiu”, cca. 100 m E și la 1,5 km SV de Urgoaia                                                                                                 | mil. V, Neolitic târziu                                                                                           | Încarcă foto \| video | Raportează eroare |
| BZ-I-m-B-02265.11 (RAN: 48496.08.07)              | Așezare, punct „La puțul Giuroiu” | sat Pietroasele; comuna Pietroasele    | „La puțul Giuroiu”, la cca. 100 m E, în vii și la 1,5 km VSV de Urgoaia                                                                                     | mil. V, Neolitic târziu                                                                                           | Încarcă foto \| video | Raportează eroare |
| BZ-I-m-B-02265.12 (RAN: 48496.08.01)              | Așezare, punct „La puțul Giuroiu” | sat Pietroasele; comuna Pietroasele    | „La puțul Giuroiu”, cca. 400 m SSV și la 1 km SV de Urgoaia                                                                                                 | mil. VI - V, Neolitic                                                                                             | Încarcă foto \| video | Raportează eroare |
| BZ-I-m-B-02265.13 (RAN: 48496.07.04)              | Așezare, punct „Via Frunzescu” | sat Pietroasele; comuna Pietroasele    | „Via Frunzescu”, pe dealul Crudu Alexandru, de la drum spre V, până la râpă                                                                                 | sec. X - XII, Epoca medievală timpurie                                                                            | Încarcă foto \| video | Raportează eroare |
| BZ-I-m-B-02265.14 (RAN: 48496.07.03)              | Așezare, punct „Via Frunzescu” | sat Pietroasele; comuna Pietroasele    | „Via Frunzescu”, pe dealul Crudu Alexandru, de la drum spre V până la râpă                                                                                  | sec. VI - VII, Epoca migrațiilor                                                                                  | Încarcă foto \| video | Raportează eroare |
| BZ-I-m-B-02265.15 (RAN: 48496.07.02)              | Așezare, punct „Via Frunzescu” | sat Pietroasele; comuna Pietroasele    | „Via Frunzescu”, pe dealul Crudu Alexandru, de la drum spre V până la râpă                                                                                  | sec. V a. Chr. - I p. Chr., Latène                                                                                | Încarcă foto \| video | Raportează eroare |
| BZ-I-m-B-02265.16 (RAN: 48496.07.01)              | Așezare, punct „Via Frunzescu” | sat Pietroasele; comuna Pietroasele    | „Via Frunzescu”, pe dealul Crudu Alexandru, de la drum spre V până la râpă                                                                                  | mil. V, Neolitic mijlociu final                                                                                   | Încarcă foto \| video | Raportează eroare |
| BZ-I-m-B-02265.17 (RAN: 48496.12.08)              | Așezare, punct „Pe drumul lui Puche” | sat Pietroasele; comuna Pietroasele    | „Pe drumul lui Puche”, la N de satul Pietroasa de Sus, pe panta de E – SE a dealului Crudu Alexandru, de o parte și de alta a drumului spre vârful dealului | sec. IV p. Chr., Epoca migrațiilor                                                                                | Încarcă foto \| video | Raportează eroare |
| BZ-I-m-B-02265.18 (RAN: 48496.12.07)              | Așezare, punct „Pe drumul lui Puche” | sat Pietroasele; comuna Pietroasele    | „Pedrumullui Puche”, la N de satul Pietroasa de Sus, pe botul dealului Crudu Alexandru                                                                      | sec. IV p. Chr., Epoca migrațiilor                                                                                | Încarcă foto \| video | Raportează eroare |
| BZ-I-m-B-02265.19 (RAN: 48496.12.03)              | Așezare, punct „Pe drumul lui Puche” | sat Pietroasele; comuna Pietroasele    | „Pe drumul lui Puche”, la N de satul Pietroasa de Sus, pe panta de E – SE a dealului Crudu Alexandru, de o parte și de alta a drumului spre vârful dealului | sec. V a. Chr - I p. Chr., Latène                                                                                 | Încarcă foto \| video | Raportează eroare |
| BZ-I-m-B-02265.20 (RAN: 48496.12.02)              | Așezare, punct „Pe drumul lui Puche” | sat Pietroasele; comuna Pietroasele    | „Pedrumullui Puche”, la N de satul Pietroasa de Sus, pe botul dealului Crudu Alexandru                                                                      | sec. V a. Chr - I p. Chr., Latène                                                                                 | Încarcă foto \| video | Raportează eroare |
| BZ-I-m-B-02265.21 (RAN: 48496.12.01)              | Așezare, punct „Pe drumul lui Puche” | sat Pietroasele; comuna Pietroasele    | „Pedrumullui Puche”, la N de satul Pietroasa de Sus, pe panta de E a dealului Crudu Alexandru, de o parte și de alta a drumului spre vârful dealului        | mil. III - II, Epoca bronzului                                                                                    | Încarcă foto \| video | Raportează eroare |
| BZ-I-m-B-02265.22 (RAN: 48496.12.11)              | Așezare, punct „Pe drumul lui Puche” | sat Pietroasele; comuna Pietroasele    | „Pedrumullui Puche”, la N de satul Pietroasa de Sus, pe botul dealului Crudu Alexandru                                                                      | mil. V, Neolitic mijlociu                                                                                         | Încarcă foto \| video | Raportează eroare |
| BZ-I-m-B-02265.23 (RAN: 48496.12.12)              | Așezare, punct „Pe drumul lui Puche” | sat Pietroasele; comuna Pietroasele    | „Pe drumul lui Puche”, la N de satul Pietroasa de Sus, pe panta de E – SE a dealului Crudu Alexandru, de o parte și de alta a drumului spre vârful dealului | mil. V, Neolitic mijlociu                                                                                         | Încarcă foto \| video | Raportează eroare |
| BZ-I-s-B-02219 (RAN: 46493.01)                    | Situl arheologic de la Pietrosu | sat Pietrosu; comuna Costești          | În incinta și în afara fostei ferme zootehnice | | Încarcă foto \| video | Raportează eroare |
| BZ-I-m-B-02219.01 (RAN: 46493.01.04)              | Așezare | sat Pietrosu; comuna Costești          | În incinta și în afara fostei ferme zootehnice | sec. IV p. Chr., Epoca migrațiilor                                                                                | Încarcă foto \| video | Raportează eroare |
| BZ-I-m-B-02219.02 (RAN: 46493.01.02)              | Așezare | sat Pietrosu; comuna Costești          | În incinta și în afara fostei ferme zootehnice | mil. III - II, Epoca bronzului, Cultura Monteoru                                                                  | Încarcă foto \| video | Raportează eroare |
| BZ-I-m-B-02219.03 (RAN: 46493.01.01)              | Așezare | sat Pietrosu; comuna Costești          | În incinta și în afara fostei ferme zootehnice | mil. IV - V, Neolitic târziu                                                                                      | Încarcă foto \| video | Raportează eroare |
| BZ-I-s-B-02266 (RAN: 45584.01)                    | Ruinele Mănăstirii Pinu | sat Pinu; comuna Brăești               | „La mănăstire”, lângă Izvorului Pinului, la cca. 1,5 km V de sat                                                                                            | sec. XVI - XVIII                                                                                                  | Încarcă foto \| video | Raportează eroare |
| BZ-I-s-B-02267 (RAN: 48780.01)                    | Situl arheologic de la Poșta Câlnău | sat Poșta Câlnău; comuna Poșta Câlnău  | „Malul lui Ștefan Leu”, în colțul de V al satului, pe malul drept al Câlnâului                                                                              | | Încarcă foto \| video | Raportează eroare |
| BZ-I-m-B-02267.01 (RAN: 48780.01.02)              | Așezare | sat Poșta Câlnău; comuna Poșta Câlnău  | „Malul lui Ștefan Leu”, în colțul de V al satului, pe malul drept al Câlnâului                                                                              | sec. IX - X, Epoca medievală timpurie, Cultura Dridu                                                              | Încarcă foto \| video | Raportează eroare |
| BZ-I-m-B-02267.02 (RAN: 48780.01.01)              | Așezare | sat Poșta Câlnău; comuna Poșta Câlnău  | „Malul lui Ștefan Leu”, în colțul de V al satului, pe malul drept al Câlnâului                                                                              | sec. III - IV p. Chr., Epoca migrațiilor, Cultura Sântana de Mureș - Cerneahov                                    | Încarcă foto \| video | Raportează eroare |
| BZ-I-s-B-02268 (RAN: 48780.02)                    | Așezare | sat Poșta Câlnău; comuna Poșta Câlnău  | „Movila Boului”, la 5,5 km E de Gara Bobocu | mil. VI - V, Neolitic mijlociu                                                                                    | Încarcă foto \| video | Raportează eroare |
| BZ-I-s-B-02269 (RAN: 48815.04)                    | Situl arheologic de la Potârnichești | sat Potârnichești; comuna Poșta Câlnău | „Movila Moroianu”, la 2,8 km S de sat, la E de culmea paralelă cu DN2B, la fosta fermă                                                                      | | Încarcă foto \| video | Raportează eroare |
| BZ-I-m-B-02269.01 (RAN: 48815.01.02)              | Necropolă, punct „Movila Moroianu” | sat Potârnichești; comuna Poșta Câlnău | „Movila Moroianu”, la 2,8 km S de sat, la E de culmea paralelă cu DN2B, la fosta fermă                                                                      | sec. IV p. Chr., Epoca migrațiilor, Cultura Sântana de Mureș - Cerneahov                                          | Încarcă foto \| video | Raportează eroare |
| BZ-I-m-B-02269.02 (RAN: 48815.01.01)              | Necropolă, punct „Movila Moroianu” | sat Potârnichești; comuna Poșta Câlnău | „Movila Moroianu”, la 2,8 km S de sat, la E de culmea paralelă cu DN2B, la fosta fermă                                                                      | mil. IV, Eneolitic                                                                                                | Încarcă foto \| video | Raportează eroare |
| BZ-I-m-B-02269.03                                 | Necropolă, punct „Movila Mititelu” | sat Potârnichești; comuna Poșta Câlnău | „Movila Mititelu”, la E de DN2B, pe culmea paralelă cu șoseaua Buzău-Focșani, la 1,7 km S de sat                                                            | sec. IV p. Chr., Epoca migrațiilor, Cultura Sântanade Mureș - Cerneahov                                           | Încarcă foto \| video | Raportează eroare |
| BZ-I-m-B-02269.04                                 | Necropolă, punct „Movila Mititelu” | sat Potârnichești; comuna Poșta Câlnău | „Movila Mititelu”, la E de DN2B, pe culmea paralelă cu șoseaua Buzău-Focșani, la 1,7 km S de sat                                                            | sec. XII - V a. Chr., Hallstatt                                                                                   | Încarcă foto \| video | Raportează eroare |
| BZ-I-m-B-02269.05                                 | Necropolă, punct „Movila Mititelu” | sat Potârnichești; comuna Poșta Câlnău | „Movila Mititelu”, la E de DN2B, pe culmea paralelă cu șoseaua Buzău-Focșani, la 1,7 km S de sat                                                            | mil. III - II, Epoca bronzului                                                                                    | Încarcă foto \| video | Raportează eroare |
| BZ-I-m-B-02269.06 (RAN: 48815.02.02)              | Necropolă, punct „Movila lui Pătrașcu” | sat Potârnichești; comuna Poșta Câlnău | „Movila lui Pătrașcu”, la 1 km V de Satul Nou | sec. IV p. Chr., Epoca migrațiilor, Cultura Sântanade Mureș - Cerneahov                                           | Încarcă foto \| video | Raportează eroare |
| BZ-I-m-B-02269.07 (RAN: 48815.02.01)              | Necropolă, punct „Movila lui Pătrașcu” | sat Potârnichești; comuna Poșta Câlnău | „Movila lui Pătrașcu”, la 1 km V de Satul Nou | sec. XII - V a. Chr., Hallstatt                                                                                   | Încarcă foto \| video | Raportează eroare |
| BZ-I-m-B-02269.08 (RAN: 48815.03.01)              | Necropolă, punct „Movila Mare” | sat Potârnichești; comuna Poșta Câlnău | „Movila Mare”, la S de sat, pe culmea de la E de șoseaua Buzău-Focșani                                                                                      | sec. VII - V a. Chr., Hallstatt târziu                                                                            | Încarcă foto \| video | Raportează eroare |
| BZ-I-s-B-02270 (RAN: 47890.01)                    | Situl arheologic de la Proșca | sat Proșca; comuna Năeni               | „Dealul Proșca”, „Vârful Proșca”, spre N până la „La trei izvoare” și 300 m mai sus de cele trei izvoare                                                    | |                       | Raportează eroare |
| BZ-I-m-B-02270.01 (RAN: 47890.02.02)              | Așezare | sat Proșca; comuna Năeni               | „Vârful Proșca”, în livada de la Cruce | sec. XVII | Încarcă foto \| video | Raportează eroare |
| BZ-I-m-B-02270.02 (RAN: 47890.02.01)              | Necropolă | sat Proșca; comuna Năeni               | „Vârful Proșca”, în livada de la Cruce | sec. IV p. Chr., Epoca migrațiilor                                                                                | Încarcă foto \| video | Raportează eroare |
| BZ-I-m-B-02270.03                                 | Necropolă | sat Proșca; comuna Năeni               | „Dealul Proșca”, de la „Bătătura vacii”, spre N, până la trei izvoare și 300 m mai sus                                                                      | sec. IV p. Chr., Epoca migrațiilor                                                                                | Încarcă foto \| video | Raportează eroare |
| BZ-I-m-B-02270.04                                 | Așezare | sat Proșca; comuna Năeni               | „Dealul Proșca”, de la „Bătătura vacii”, spre N, până la trei izvoare și 300 m mai sus                                                                      | sec. XII - V a. Chr, Hallstatt                                                                                    | Încarcă foto \| video | Raportează eroare |
| BZ-I-m-B-02270.05                                 | Așezare | sat Proșca; comuna Năeni               | „Dealul Proșca”, de la „Bătătura vacii”, spre N, până la trei izvoare și 300 m mai sus                                                                      | mil. III - II, Epoca bronzului                                                                                    | Încarcă foto \| video | Raportează eroare |
| BZ-I-s-B-02271 (RAN: 47890.03)                    | Situl arheologic de la Proșca | sat Proșca; comuna Năeni               | „Valea Proștii”, la S-V de sat, până la confluență | | Încarcă foto \| video | Raportează eroare |
| BZ-I-m-B-02271.01 (RAN: 47890.03.02)              | Așezare | sat Proșca; comuna Năeni               | „Valea Proștii”, la S-V de sat, până la confluență | sec. IV p. Chr, Epoca migrațiilor                                                                                 | Încarcă foto \| video | Raportează eroare |
| BZ-I-m-B-02271.02 (RAN: 47890.03.01)              | Așezare | sat Proșca; comuna Năeni               | „Valea Proștii”, la S-V de sat, până la confluență | mil. III - II, Epoca bronzului                                                                                    | Încarcă foto \| video | Raportează eroare |
| BZ-II-m-B-02435                                   | Casa Cleopatra Melidoneanu | sat Pănătău; comuna Pănătău            | | înc. sec. XX | Încarcă foto \| video | Raportează eroare |
| BZ-II-m-B-02436 (RAN: 48566.04)                   | Casă (ruine) | sat Pârscov; comuna Pârscov            | În incinta ocolului silvic Pârscov | sec. XVII | Încarcă foto \| video | Raportează eroare |
| BZ-II-m-B-02438                                   | Casa cu fânar | sat Pârscov; comuna Pârscov            | 96 | 1920 | Încarcă foto \| video | Raportează eroare |
| BZ-II-m-B-02437                                   | Casa Gheorghe Tocileanu | sat Pârscov; comuna Pârscov            | 102 | 1920 | Încarcă foto \| video | Raportează eroare |
| BZ-II-m-B-02439 (RAN: 50282.01)                   | Biserica de lemn „Sf. Dumitru” | sat Petrăchești; comuna Vintilă Vodă   | 2 | sec. XIX | Încarcă foto \| video | Raportează eroare |
| BZ-II-a-B-02440                                   | Ansamblul bisericii „Sf. Voievozi” | sat Pietraru; comuna Cozieni           | 59 | 1849 | Încarcă foto \| video | Raportează eroare |
| BZ-II-m-B-02440.01                                | Biserica de lemn „Sf. Voievozi” | sat Pietraru; comuna Cozieni           | 59 | 1849 | Încarcă foto \| video | Raportează eroare |
| BZ-II-m-B-02440.02                                | Clopotniță | sat Pietraru; comuna Cozieni           | 59 | 1849 | Încarcă foto \| video | Raportează eroare |
| BZ-II-m-B-02441                                   | Cișmea din piatră | sat Pietroasele; comuna Pietroasele    | Vis-a-vis de nr. 283 | 1892 | Încarcă foto \| video | Raportează eroare |
| BZ-II-m-B-02442                                   | Stațiunea de Cercetare, Dezvoltare pentru Viticultură și vinificație Pietroasele (clădirile vechi - sediul administrativ-cercetări, crama veche) | sat Pietroasele; comuna Pietroasele    | 441 45.08888°N 26.57049°E | 1893 | Alte imagini          | Raportează eroare |
| BZ-II-m-B-02443                                   | Biserica de lemn „Adormirea Maicii Domnului” a mănăstirii Găvanu                                                                                 | sat Plavățu; comuna Mânzălești         | 58, Găvanu, în pădure 45.54583°N 26.61194°E | 1828 Nicolae Zograf, Ioan Andronicescu din Sibiciu. Pronaosul: Gheorghe Vasilescu, Dumitrache Mentupciu (zugravi) | Alte imagini          | Raportează eroare |
| BZ-II-m-B-02444                                   | Casa Alexandru N. Teodorescu | sat Pleșești; comuna Podgoria          | 106 | înc. sec. XIX | Încarcă foto \| video | Raportează eroare |
| BZ-II-m-B-02445                                   | Hanul Vechi | sat Poienile; oraș Pătârlagele         | 118 | 1870 - 1875 | Încarcă foto \| video | Raportează eroare |
| BZ-II-m-B-02446 (RAN: 49821.01)                   | Ruinele Bisericii „Sf. Ioan Damaschin” | sat Poșta; comuna Topliceni            | | 1709 |                       | Raportează eroare |
| BZ-II-a-B-02447                                   | Ansamblul bisericii „Sf. Treime” | sat Proșca; comuna Năeni               | | înc. sec. XIX | Încarcă foto \| video | Raportează eroare |
| BZ-II-m-B-02447.01                                | Biserica „Sf. Treime” | sat Proșca; comuna Năeni               | | înc. sec. XIX | Încarcă foto \| video | Raportează eroare |
| BZ-II-m-B-02447.02                                | Clopotniță | sat Proșca; comuna Năeni               | | înc. sec. XIX | Încarcă foto \| video | Raportează eroare |
| BZ-IV-m-B-02535                                   | Crucea Curganului | sat Padina; comuna Padina              | Pe vechiul drum al Buzăului | 1836 | Încarcă foto \| video | Raportează eroare |
| BZ-IV-m-B-02536                                   | Cruce de piatră | sat Pănătău; comuna Pănătău            | În fața bisericii | 1790 | Încarcă foto \| video | Raportează eroare |
| BZ-IV-m-B-02537                                   | Casa Memorială Vasile Voiculescu | sat Pârscov; comuna Pârscov            | 363 45.27524°N 26.53078°E | înc. sec. XX |                       | Raportează eroare |
| BZ-IV-m-B-02547                                   | Crucea lui Stan Avram și Ion Lemnaru | sat Pietroasa Mică; comuna Pietroasele | Punct Urgoaia, pe DC 147 | 1841 | Încarcă foto \| video | Raportează eroare |
| BZ-IV-m-B-02548                                   | Crucea Frumoasă | sat Pietroasa Mică; comuna Pietroasele | Punct Urgoaia, pe DC 147 | sec. XIX | Încarcă foto \| video | Raportează eroare |
| BZ-IV-m-B-02538                                   | Cruce de piatră | sat Pietroasele; comuna Pietroasele    | „Valea de la Fântâna”, lângă biserică 45.09991°N 26.57983°E                                                                                                 | sec. XVIII |                       | Raportează eroare |
| BZ-IV-m-B-02539                                   | Cruce de piatră | sat Plăișor; comuna Pănătău            | În fața bisericii | 1793 | Încarcă foto \| video | Raportează eroare |
| BZ-IV-m-B-02540                                   | Cruce de piatră | sat Plăișor; comuna Pănătău            | „La muchea Priporului” | 1825 | Încarcă foto \| video | Raportează eroare |